# Santillana (futbolista)
Carlos Alonso González (Santillana del Mar, Santander, 23 de agosto de 1952), más conocido como Santillana, es un exfutbolista español y jugador histórico del Real Madrid. Está considerado como uno de los mejores delanteros de la historia del fútbol español, destacando especialmente en el remate de cabeza, faceta en la que fue señalado también como uno de los mejores de la historia. Militó durante diecisiete temporadas en el club madrileño, tan sólo superado por las dieciocho de Paco Gento y Miguel Ángel González, donde además es su quinto máximo goleador histórico y el sexto con mayor número de encuentros disputados (en el momento de su retirada era el segundo máximo goleador histórico y el jugador con más partidos disputados del club). Fue internacional con la selección española en 56 encuentros.

## Trayectoria
Su apodo, Santillana, proviene de la localidad cántabra en la que nació. Trabajó en el negocio familiar de los mantecados hasta que fichó por el Satélite, equipo filial del Barreda. Tras un breve paso por el Real Racing Club de Santander en la temporada 1970-71, fichó por el Real Madrid Club de Fútbol a la temporada siguiente cumplidos los 19 años de edad. Allí fue gran protagonista de las nueve ligas que ganó con el conjunto blanco, además de establecer su leyenda como gran cabeceador, merced por ejemplo ante sus actuaciones frente al Football Club Internazionale en varias ocasiones, y convertirse en uno de los referentes del equipo. A nivel internacional ayudó al club a conquistar dos Copas de la UEFA tras recordadas remontadas en diversas eliminatorias en las que colaboró directamente. El punto final de su trayectoria deportiva se produjo en 1988, ante el Real Valladolid Club de Fútbol, partido en el que anotó su último gol como jugador profesional, y de cabeza, con una vaselina al portero vallisoletano. Ese día se le hizo entrega de la laureada del club, y la Medalla al Mérito en el Deporte Cántabro en su categoría de Oro.
Su palmarés completo es de nueve Ligas de España, cuatro Copas de España y dos Copas de la UEFA, que le situaron como el cuarto jugador más laureado del club tras Paco Gento, José Antonio Camacho y Alfredo Di Stéfano. Jugó 778 partidos entre oficiales y amistosos con el primer equipo, 645 oficiales, que en su momento fueron el récord de la entidad hasta que Manolo Sanchís le sobrepasó en la temporada 1997-98. En cuanto al número de goles, anotó un total de 352 —290 oficiales—, a dieciocho del entonces récord del club de 308 establecido por Alfredo Di Stéfano.

## Selección nacional
Jugó 56 partidos con la Selección española absoluta y marcó 15 goles para España. Representó a su país en las Copas del Mundo de Argentina en 1978, de España en 1982 y en la Eurocopa de 1984 en la que España salió derrotada en la final frente a Francia.
En el histórico partido del 12 - 1 ante Malta, en el que España debía de ganar por 11 goles de diferencia para clasificarse a la Eurocopa de 1984, marcó un triplete en la primera parte y en la segunda parte marcó su cuarto gol, haciendo posible la gesta española.

## Estadísticas

### Clubes
Actualizado a fin de carrera deportiva.
| Real Santander S. D. | 1970-71                 | 2.ª                     | 35  | 16  | 1  | –  | –  | –  | 36  | 16  | 0.44 |
| Real Madrid C. F. | 1971-72                 | 1.ª                     | 34  | 10  | 6  | 3  | 4  | 2  | 44  | 15  | 0.39 |
| Real Madrid C. F. | 1972-73                 | 1.ª                     | 29  | 10  | –  | –  | 6  | 5  | 35  | 15  | 0.37 |
| Real Madrid C. F. | 1973-74                 | 1.ª                     | 18  | 3   | 6  | 7  | –  | –  | 24  | 10  | 0.42 |
| Real Madrid C. F. | 1974-75                 | 1.ª                     | 32  | 17  | 7  | 3  | 4  | 3  | 43  | 23  | 0.53 |
| Real Madrid C. F. | 1975-76                 | 1.ª                     | 30  | 12  | 2  | 1  | 7  | 5  | 39  | 18  | 0.48 |
| Real Madrid C. F. | 1976-77                 | 1.ª                     | 30  | 12  | 2  | –  | 4  | 1  | 36  | 13  | 0.30 |
| Real Madrid C. F. | 1977-78                 | 1.ª                     | 34  | 24  | 6  | 4  | –  | –  | 40  | 28  | 0.63 |
| Real Madrid C. F. | 1978-79                 | 1.ª                     | 33  | 18  | 11 | 6  | 4  | 2  | 48  | 26  | 0.65 |
| Real Madrid C. F. | 1979-80                 | 1.ª                     | 33  | 23  | 6  | 3  | 8  | 3  | 47  | 29  | 0.76 |
| Real Madrid C. F. | 1980-81                 | 1.ª                     | 31  | 13  | 4  | 1  | 8  | 3  | 43  | 17  | 0.29 |
| Real Madrid C. F. | 1981-82                 | 1.ª                     | 20  | 9   | 3  | –  | 5  | 2  | 28  | 11  | 0.46 |
| Real Madrid C. F. | 1982-83                 | 1.ª                     | 27  | 9   | 12 | 13 | 9  | 8  | 48  | 30  | 0.63 |
| Real Madrid C. F. | 1983-84                 | 1.ª                     | 31  | 13  | 8  | 3  | 2  | 1  | 41  | 17  | 0.36 |
| Real Madrid C. F. | 1984-85                 | 1.ª                     | 22  | 4   | 7  | 3  | 8  | 5  | 37  | 12  | 0.33 |
| Real Madrid C. F. | 1985-86                 | 1.ª                     | 27  | 4   | 8  | 5  | 9  | 5  | 44  | 14  | 0.32 |
| Real Madrid C. F. | 1986-87                 | 1.ª                     | 18  | 1   | 2  | 1  | 5  | 2  | 25  | 4   | 0.16 |
| Real Madrid C. F. | 1987-88                 | 1.ª                     | 12  | 4   | 7  | 4  | 4  | –  | 23  | 8   | 0.33 |
| Total Real Madrid C. F. | Total Real Madrid C. F. | Total Real Madrid C. F. | 461 | 186 | 97 | 57 | 87 | 47 | 645 | 290 | 0.45 |
| Total carrera | Total carrera           | Total carrera           | 496 | 202 | 98 | 57 | 87 | 47 | 681 | 306 | 0.45 |
| (1) Resaltados los goles que le proclamaron máximo goleador del campeonato. (2) Incluye datos de la Copa del Rey / Supercopa de España / Copa de la Liga (1970-88). (3) Incluye datos de la Copa UEFA (1971-86) / Recopa de Europa (1974-83) / Copa de Europa (1972-88). (4) No incluye goles en partidos amistosos. |                         |                         |     |     |    |    |    |    |     |     |      |

### Selecciones
| Selección        | Temporadas       | Part. | Goles | Media goleadora |
| ---------------- | ---------------- | ----- | ----- | --------------- |
| Sub-23           | 1970-76          | 5     | 3     | 0.60            |
| Absoluta"B"      | 1980-81          | 1     | 1     | 1               |
| Absoluta         | 1975-85          | 56    | 15    | 0.27            |
| Total            | Total            | 62    | 19    | 0.31            |
| Total con clubes | Total con clubes | 743   | 325   | 0.44            |

## Palmarés

### Títulos nacionales
| Título             | Club              | Año  |
| ------------------ | ----------------- | ---- |
| Campeonato de Liga | Real Madrid C. F. | 1972 |
| Copa               | Real Madrid C. F. | 1974 |
| Campeonato de Liga | Real Madrid C. F. | 1975 |
| Copa               | Real Madrid C. F. | 1975 |
| Campeonato de Liga | Real Madrid C. F. | 1976 |
| Campeonato de Liga | Real Madrid C. F. | 1978 |
| Campeonato de Liga | Real Madrid C. F. | 1979 |
| Campeonato de Liga | Real Madrid C. F. | 1980 |
| Copa               | Real Madrid C. F. | 1980 |
| Copa               | Real Madrid C. F. | 1982 |
| Copa de la Liga    | Real Madrid C. F. | 1985 |
| Campeonato de Liga | Real Madrid C. F. | 1986 |
| Campeonato de Liga | Real Madrid C. F. | 1987 |
| Campeonato de Liga | Real Madrid C. F. | 1988 |

### Títulos internacionales
| Título          | Equipo            | Año  |
| --------------- | ----------------- | ---- |
| Copa de la UEFA | Real Madrid C. F. | 1985 |
| Copa de la UEFA | Real Madrid C. F. | 1986 |

## Filmografía
- Documental TVE (2013), Conexión Vintage - Carlos Alonso González, "Santillana" en RTVE.es[8]